# XBAND

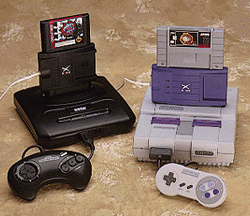
XBAND acoplados a um Sega Mega Drive e a um SNES.

XBAND foi um acessório, para possibilitar o jogo online de jogadores dos consoles: SNES e Sega Mega Drive. Foi produzido em Cupertino, Califórnia, pela empresa de software Arremesse Entertainment, e fez sua estréia no final de 1994 e início de 1995, em várias zonas dos Estados Unidos. É o precursor dos modernos jogos online em redes sociais, visto atualmente nos videogames de sétima geração (Xbox, Wii, Playstation 2, mais notavelmente, no serviço do Xbox Live.

## Serviço
O conceito de jogar online, foi na altura, bastante novo. Arcades eram ainda bastante populares, e o conceito de jogos online ainda não era muito familiar.
O modem em si foi inútil, até uma conta foi comprada e criada, o que exigia uma taxa mensal de US$ 4,95, que foi baseada em um montante de 50 "conexões" em que um jogador foi autorizado a fazer sem uma taxa adicional de US$0,15 por conexão. Outra opção para os jogadores foi um número ilimitado, permitido, de "conexões" por US$ 9,95 por mês. A "conexão" era feita sempre que você marcasse no XBAND servidor, para jogar ou fazer o download do cliente de e-mail (chamado "XMAIL") ou para obter os dois boletins diários XBAND, um que tinha uma notícia genérica, e outro que tinha redes específicas, tais como: rankings semanais, torneios e competições. Naturalmente o jogador estava disponível a pagar US$ 3,95 por hora pela duração da chamada a longa distância, que joga contra alguém que é chamado em seu local, em uma área livre.
Até 4 diferentes codinomes poderiam ser salvos em um modem e em cada um dos codinomes poderia haver até 10 pessoas salvas em uma lista de amigos, para aqueles que queriam manter controle dos outros jogadores, e a caixa do Xmail também foi limitada a 10 mensagens recebidas e 10 mensagens enviadas por cada um dos 4 codinomes possíveis a ser criado. Houve também um teclado no ecrã que era exigido meticulosamente, usando seu controle para escrever letras ou comprando um teclado XBAND, que podiam ser adquiridos na empresa. Estatísticas também foram colocadas em cada jogador, havia uma classificação e quantas partidas o jogador tinha ganhado ou perdido, e quantos pontos ele tinha acumulado em cada um dos jogos. Os jogadores também poderiam acrescentar informações sobre si mesmo, na seção de suas informações pessoais, juntamente escolhendo 1 de 40 avatares pré-estabelecidos.
XBAND também tinha um site oficial onde um membro poderia verificar as estatísticas de alguém, juntamente com outras informações e atualizações que não estavam disponíveis para visualização no seu console.